# Bez twarzy
Bez twarzy (tytuł oryg. Face/Off) – amerykański film fabularny (dramat sensacyjny) z roku 1997 w reżyserii Johna Woo. W głównych rolach występują: John Travolta, Nicolas Cage.

## Fabuła
Agent FBI, Sean Archer (John Travolta), tropi bezwzględnego przestępcę, Castora Troya (Nicolas Cage). Pragnie zemścić się na nim za śmierć syna, który 6 lat wcześniej zginął z rąk przestępcy. Podczas jednej z akcji Castor zostaje ciężko ranny i zostaje przewieziony do szpitala. Okazuje się, że wraz ze znajdującym się w więzieniu bratem (Alessandro Nivola), Troy podłożył w Los Angeles bombę, która może zagrozić życiu mieszkańców miasta. By dowiedzieć się, gdzie znajduje się ładunek, Sean przechodzi operację plastyczną, dzięki której zamienia się z Castorem twarzami. Następnie zostaje umieszczony w więzieniu, w którym wyrok odsiaduje Pollux. Tymczasem w klinice Troy odzyskuje przytomność i zmusza chirurga do powtórzenia zabiegu, w wyniku którego ma teraz twarz Archera.

## Obsada
reżyseria:
- John Woo

scenariusz:
- Mike Werb
- Michael Colleary

aktorzy:
- John Travolta: Sean Archer
- Nicolas Cage: Castor Troy
- Joan Allen: Dr Eve Archer
- Alessandro Nivola: Pollux Troy
- Gina Gershon: Sasha Hassler
- Dominique Swain: Jamie Archer
- Nick Cassavetes: Dietrich Hassler
- Harve Presnell: Victor Lazarro
- Colm Feore: Dr Malcolm Walsh
- John Carroll Lynch: Walton
- Thomas Jane: Burke Hicks
- David McCurley: Adam Hassler
- James Denton: Buzz
- Margaret Cho: Wanda
- Robert Wisdom: Tito Biondi
- CCH Pounder: Dr Holllis Miller
- Matt Ross: Loomis
- Robert 'Bobby Z' Zajonc: Pilot helikoptera
- Chris Bauer: Ivan Dubov
- Myles Jeffrey: Michael Archer
- Tommy Flanagan: Leo
- Dana Smith: Lars
- Romy Windsor: Kimberly
- Paul Hipp: Fitch
- Thomas Rosales Jr.: Więzień
- Kirk Baltz: Aldo
- Lauren Sinclair: Agentka Winters
- Ben Reed: Pilot
- Lisa Boyle: Cindee
- Linda Hoffman: Livia
- Danny Masterson: Karl
- Megan Paul: Hospital Girl
- Mike Werb: Hospital Dad
- Tom Reynolds: gliniarz z LA
- Steve Hytner: agent przesłuchujący
- Carmen Thomas: Valerie
- John Bloom: technik
- Cam Brainard: pracownik centrali
- David Warshofsky: Bomb Leader
- Marco Kyris: Recreation Guard
- Tom Fridley: strażnik więzienny

zdjęcia:
- Oliver Wood

muzyka:
- Tricky
- Gavin Greenaway
- John Powell

scenografia:
- Neil Spisak
- Steve Arnold
- Garrett Lewis

producent:
- Terence Chang
- Christopher Godsick
- Barrie M. Osborne
- David Permut

producent wykonawczy:
- Michael Douglas
- Jonathan D. Krane
- Steven Reuther

montaż:
- Steven Kemper
- Christian Wagner

kostiumy:
- Ellen Mirojnick

dźwięk:
- Mark P. Stoeckinger
- Bill Baldwin
- Bob Baron
- Anna Behlmer
- Bryan Bowen
- Per Hallberg
- Gary Alexander
- James Ashwill
- Christopher Assells
- John T. Cucci
- Anne Couk
- Richard Corwin
- Gail Clark Burch
- Roger Fearing
- Dino Dimuro
- Zack Davis
- Chris David
- Thomas Giordano
- Christopher Flick
- Tammy Fearing